# Ápio Cláudio Sabino Inregilense (cônsul em 471 a.C.)
Ápio Cláudio Sabino Inregilense (em latim: Appius Claudius Sabinus Inregillensis) foi um político da gente Cláudia nos primeiros anos da República Romana eleito cônsul em 471 a.C. com Tito Quíncio Capitolino Barbato. Era filho de Ápio Cláudio Sabino Inregilense, o fundador da gente Cláudia, de origem sabina e nascido num local chamado "Inregillum", a pouca distância do grande centro de Cures. Era irmão de Caio Cláudio Crasso Inregilense Sabino, cônsul em 460 a.C., e pai de Ápio Cláudio Crasso Inregilense Sabino, cônsul em 451 a.C.

## Biografia
Foi eleito cônsul em 471 a.C. graças ao apoio dos patrícios que se opunham à Lex Publilia Voleronis, que entregava a eleição dos tribunos da plebe à assembleia tribal (em latim: comitia tributa), da qual os patrícios não participavam. 
Ápio Cláudio era decisivamente contra e chegou discutir violentamente com o tribuno Caio Letório, correndo risco de provocar uma grave desordem que ameaçava sua própria segurança. A situação foi resolvida com a intervenção e mediação de seu colega cônsul Tito Quíncio. Ao final, a lei acabou sendo aprovada pelo Senado. 
Logo em seguinda, à Ápio Cláudio coube o comando da campanha contra os volscos e à Quíncio, a contra os équos. Estes dois povos, vizinhos de Roma, aproveitavam qualquer distúrbio social na cidade para realizar raides e saques em território romano. Esta situação provocou um descontentamento generalizado e vários casos de insubordinação que comprometeram a campanha de Ápio Cláudio contra os volscos, que infligiram aos romanos uma dura derrota. Por este motivo, uma vez reorganizado o exército em fuga, pouco antes de retornar a Roma, o cônsul puniu os soldados com uma dizimação, uma das mais duras penas que um exército romano podia sofrer e que consistia na execução de um em cada dez soldados da tropa.
No ano seguinte, Ápio Cláudio lutou duramente contra a aplicação da Lex Cassia agraria, de Espúrio Cássio Vecelino, defendida pela plebe e, por conta disto, foi processado pelos tribunos. Este foi mais um dos inúmeros casos de discordância entre patrícios e plebeus, acentuado pela atitude de Ápio Cláudio, que não perdeu a oportunidade de lançar acusações contra os plebeus.
Segundo Lívio, Ápio ficou muito doente e morreu antes que o processo avançasse; segundo Dionísio, ele se suicidou, mais seus parentes inventaram que ele teria morrido de alguma doença.